# Barbara Hale
Barbara Hale (18. dubna 1922 – 26. ledna 2017) byla americká herečka, kterou proslavila postava sekretářky Delly Streetové v televizní filmové sérii Perry Mason, za kterou obdržela Cenu Emmy. Roli si později zopakovala i v další stejnojmenné televizní sérii.
Zemřela 26. ledna 2017 na předměstí Los Angeles ve věku čtyřiadevadesáti let. Je pohřbena na hřbitově Forest Lawn Memorial Park v Hollywoodu.